# Рік Гансен
Річард Марвін «Рік» Гансен CC, OBC (26 серпня 1957, Порт-Елберні) канадський спортсмен-паралімпієць, активіст руху за права людей з інвалідністю. Через автомобільну аварію Гансен у віці 15 років отримав травму хребта і став параплегіком. Гансен відомий завдяки світовому туру «Людина в русі». У 2006 році він був впроваджений до Зали слави спорту Канади, а у 1993 році — до Канадської зали слави людей з інвалідністю.

## Ранні роки
Рік Гансен, який народився в Порт-Елберні, Британська Колумбія в 1957 році, виріс на озері Вільямс, Британська Колумбія. У нього було активне дитинство. Він грав у волейбол, бейсбол, баскетбол. Любив рибалити з батьком і дідом.
У 1973 році Рік та його друг їхали в задній частині пікапа коли водій в'їхав у дерево, внаслідок чого Рік отримав травму хребта і параліч нижньої частини тіла.
Він займався реабілітацією, закінчив середню школу, а потім спеціальність фізична культура в Університеті Британської Колумбії. У складі команди Гансен вигравав національні чемпіонати з волейболу та баскетболу на візках . Далі він став спортсменом світового класу, чемпіоном - марафонцем на інвалідному візку і спортсменом-паралімпійцем. Він брав участь у перегонах на інвалідних візках на літніх Паралімпійських іграх 1980 і 1984 років, загалом вигравши шість медалей — три золоті, дві срібні і одну бронзову. Гансен виграв 19 міжнародних марафонів на візках, включаючи три чемпіонати світу. Він також був тренером у середній школі з баскетболу та волейболу.

## Світовий тур «Людина в русі»

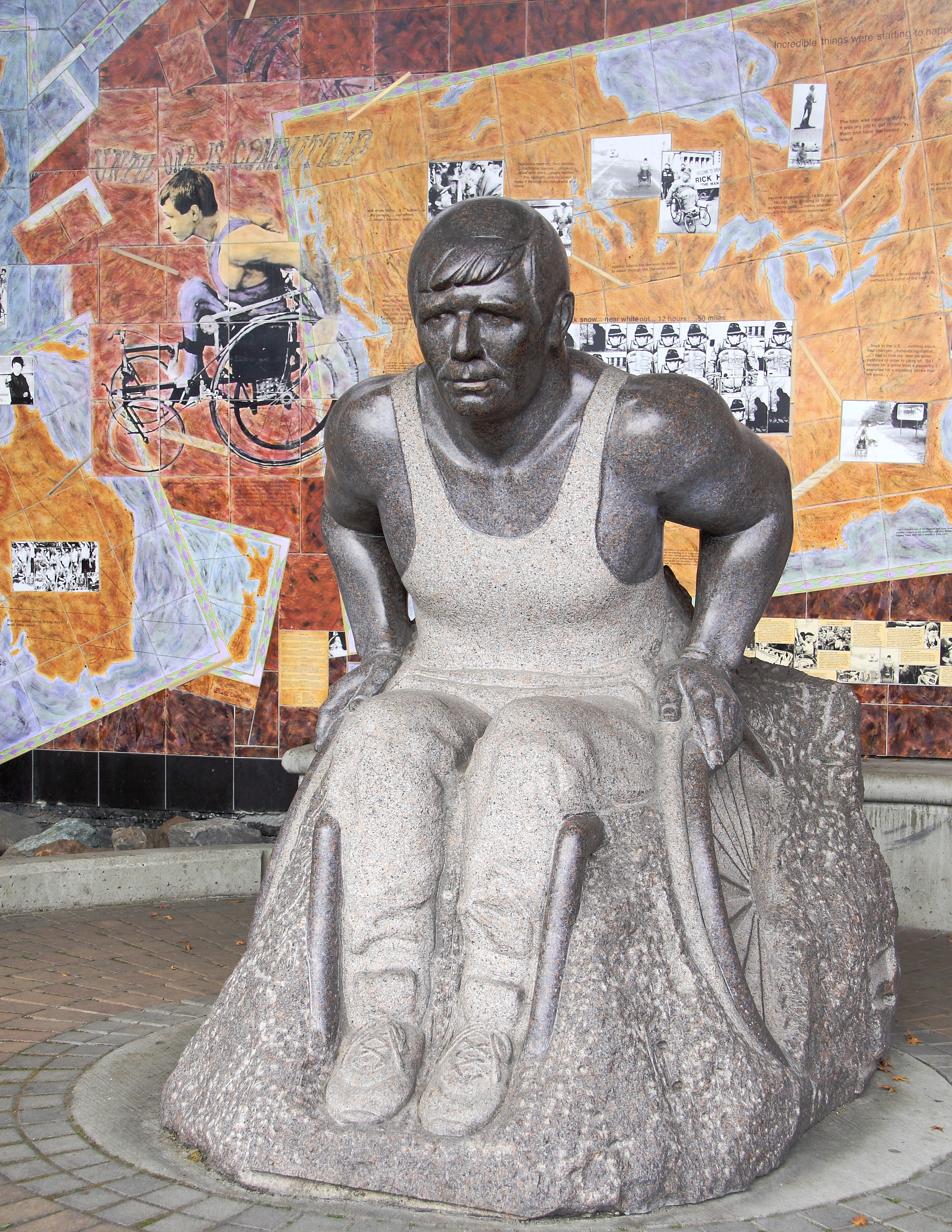
Скульптура Гансена на честь його світового туру «Людина в русі» на Роджерс-Арені у Ванкувері, Британська Колумбія, Канада

У 1980 році колега Гансена з Британської Колумбії, спортсмен Террі Фокс, який втратив ногу через рак кісток, здійснив «Марафон надії», маючи намір пробігти всю Канаду від Ньюфаундленду до острова Ванкувер, щоб привернути увагу суспільства до досліджень раку. Він пройшов шлях від Сент-Джонса, Ньюфаундленд, до Тандер-Бей, Онтаріо, коли рецидив раку змусив його зупинитися приблизно на половині шляху. Натхненний мужністю Террі, Гансен вирішив здійснити подібну подорож, щоб довести потенціал людей з інвалідністю та добиватись більшої доступності середовища. Запланований ним шлях був ще більшим: він мав намір об'їхати на своєму візку увесь світ.

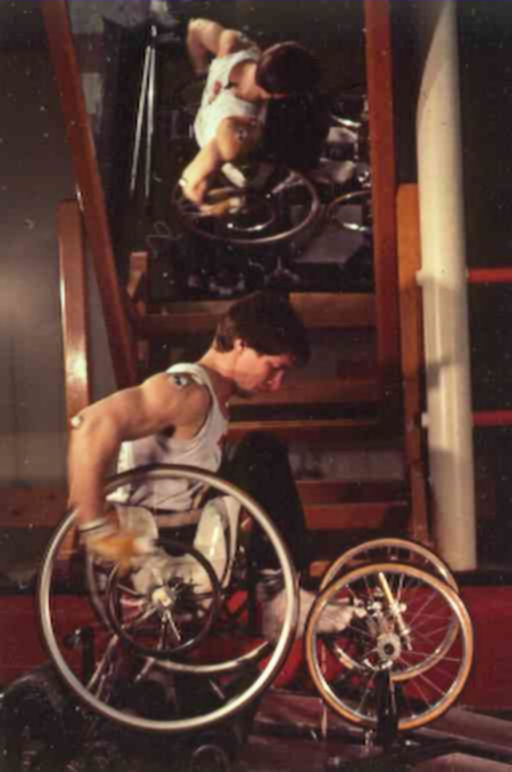
В лабораторії біомеханіки Університету Британської Колумбії готуються до туру

21 березня 1985 року він вирушив у своє світове турне «Man in Motion» з Ванкувера. Хоча на початку туру громадська увага була низькою, він незабаром потрапив на сторінки міжнародних ЗМІ, проїхавши візком у 26-місячному турі понад 40 000 км через 34 країни на чотирьох континентах, а потім іще перетнув усю Канаду. 22 травня 1987 року він повернувся на стадіон BC Place у Ванкувері, де його вітали тисячі людей. У кампанії, яку він провадив протягом подорожі, було зібрано 26 млн доларів на дослідження спинного мозку та ініціативи щодо якості життя. Як і Террі Фокса, його визнали міжнародним героєм.
Інвалідний візок та багато інших предметів, пов'язаних із всесвітнім туром «Людина в русі», зберігаються у Залі слави спорту та музеї у Британській Колумбії. 

## Пізніша кар’єра

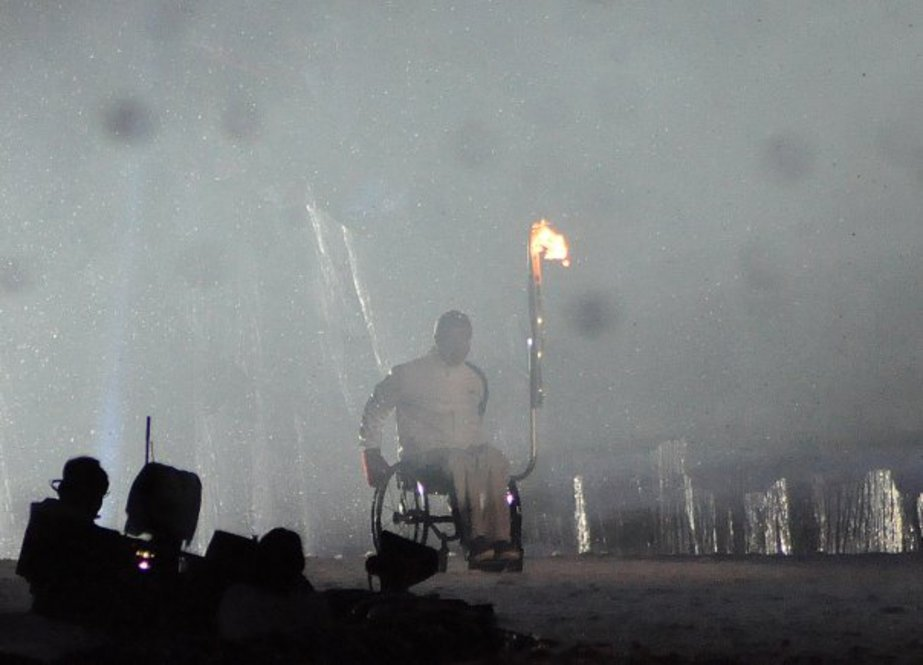
Гансен несе олімпійський вогонь на стадіоні BC Place під час церемонії відкриття зимових Олімпійських ігор 2010 року

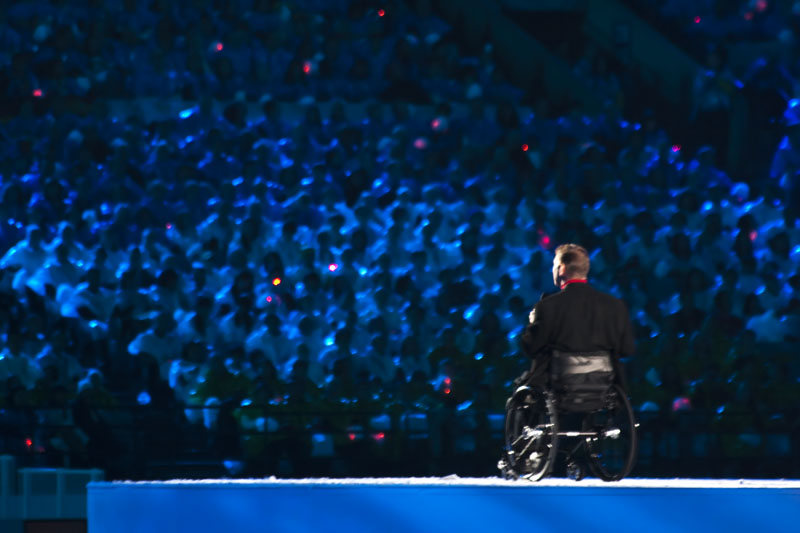
Гансен промовляє до глядачів на стадіоні BC Place під час церемонії відкриття зимових Паралімпійських ігор 2010 року

На даний момент Гансен є президентом і генеральним директором Фонду Ріка Гансена, який зібрав і вклав понад 200 млн доларів на програми, пов'язані з травмами спинного мозку.

### Фонд Ріка Гансена
Фонд Ріка Гансена був створений у 1988 році після завершення його всесвітнього туру, щоб продовжувати збирати кошти та піднімати свідомість щодо безбар'єрного середовища для людей з інвалідністю. Більше 30 років Фонд активно покращує життя людей з інвалідністю, змінюючи уявлення та руйнуючи бар'єри. Бачення організації полягає у створенні інклюзивного світу, де всі люди, незважаючи на їхні обмеження, змогли б розкривати свій максимальний потенціал. 
Крім того, Фонд працює з трьома основними програмами. Шкільна програма Ріка Гансена розроблена для учнів від першого до дванадцятого класів і навчає інклюзивності, обізнаності та лідерству. Тим часом, в 2011 році також був запущений Інтернет-інструмент для подорожей та рейтинг споживачів під назвою planat. Фонд також щороку надає одержувачам гранти на підтримку якості життя.
Протягом 2011 та 2012 років Фонд також був частиною транснаціонального туру під назвою Естафета 25-ї річниці Ріка Гансена, який пройшов тим самим маршрутом, що й оригінальний тур Гансена «Man in Motion», приблизно через 25 років опісля.

### ICORD, Блуссонський центр спинного мозку та Інститут Ріка Гансена

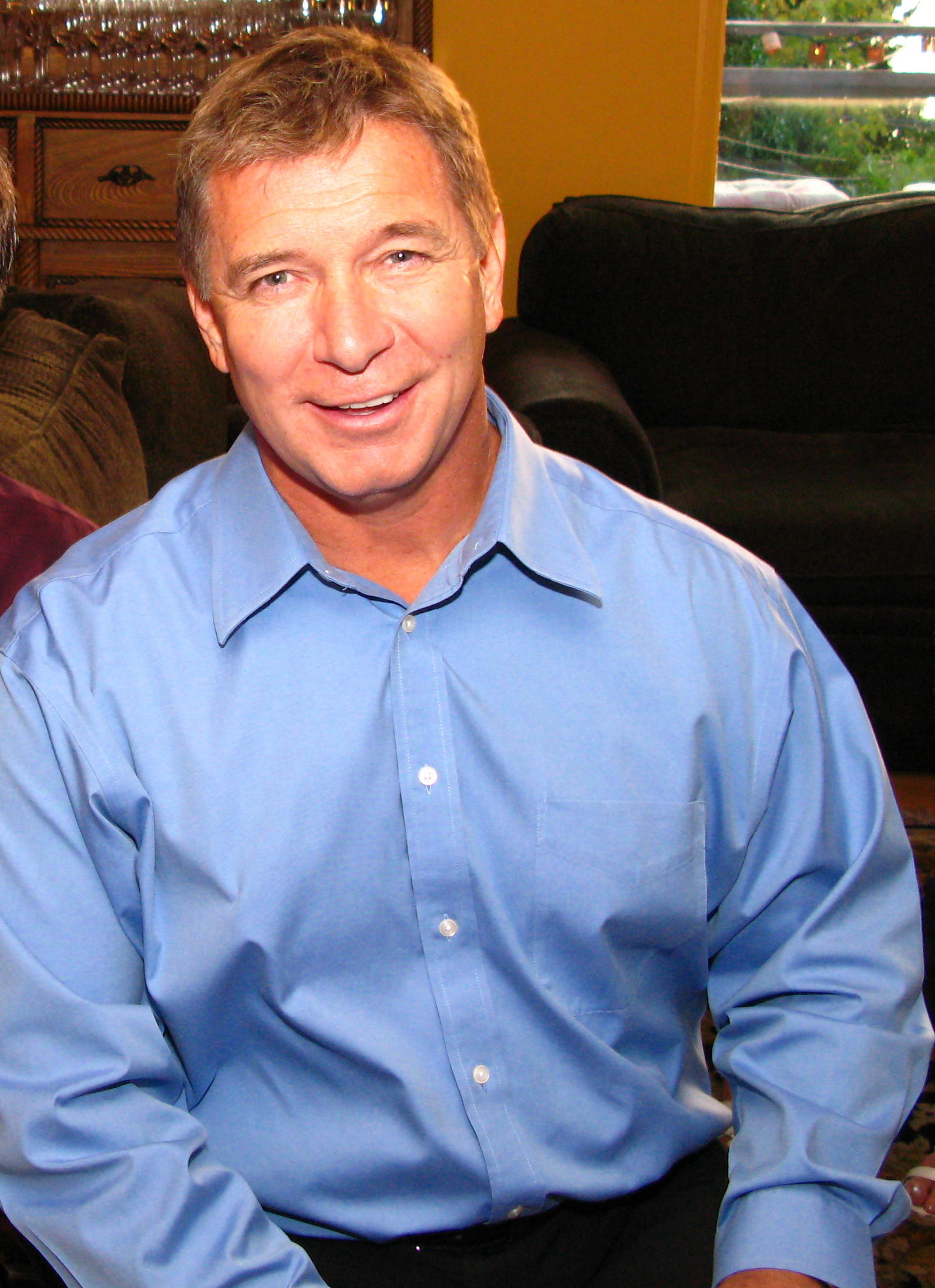
Рік Гансен у серпні 2008 року.

Гансен був визнаний «головним рушієм» у розробці вартістю 48 мільйонів доларів, зібраних на Міжнародне співробітництво для знахідок відновлення (ICORD), інформаційну мережу, призначену для відстеження та фіксації «найкращих практик» реабілітації спинномозкової травми в Канаді та на міжнародному рівні. ICORD також веде Реєстр травм хребта Ріка Гансена, дозволяючи лікарям та експертам по всій країні обмінюватися життєво важливою інформацією про те, що працює, а що ні для конкретних видів травм спинного мозку.
ICORD знаходиться у Спинномозковому центрі  Блуссона, в якому також знаходиться Інтегрована клініка хребта Бренди та Девіда Маклін, яка забезпечує універсальну амбулаторну допомогу людям із травмами хребта і спинного мозку, а також Інститут Ріка Гансена.
Будівля була спроектована таким чином, щоб бути повністю доступною, без необхідності маркувати якісь її елементи знаком доступності, та поєднує дослідження і догляд.
Раніше провінція внесла $ 17,25 мільйона на дослідження пошкодження спинного мозку та якості життя в Інституті Ріка Гансена та до Фонду Ріка Гансена на підтримку його постійної роботи щодо покращення життя людей з особливими потребами.

### Інші ініціативи
Гансен є прихильником збереження осетрових риб. Гансен зробив внесок у Товариство охорони осетрових риб річки Фрейзер грошима, заробленими за книгу «Казка про велику білу рибу». Крім того, він працював головою Товариства збереження осетрових риб річки Фрейзер, так і Товариства збереження тихоокеанського лосося, допомагаючи відновити та захистити популяції осетрових та лосося у Британській Колумбії.

## Нагороди та відзнаки
- Спеціальна премія за досягнення, Університет Британської Колумбії (1979–1982)
- "Видатний спортсмен року" Канадської асоціації спортивних інвалідних візків (1980)
- Кубок Лу Марша, нагорода за особливі заслуги (1982) [10]
- Видатна молода людина світу за особисте вдосконалення та досягнення Міжнародною палатою юніорів (1983)
- Нагорода за заслуги абсольвентів Університету Британської Колумбії (1983)
- Спортсмен тижня: ABC Wide World of Sports (1983)
- Спортивна зала слави Британської Колумбії, премія Беннета (1983)
- Новинар року від Canadian Press (1986)
- Компаньйон ордена Канади (29 червня 1987 р.)
- Орден Британської Колумбії (1990)
- Зала слави Террі Фокса (1993)
- Премія Беннета (Зала слави і музей Британської Колумбії) (1994)
- Вступ до Зали слави спорту Канади (2006) [3]
- Канадська алея слави (2007)
- Лауреат премії Крістофера Ріва CPA Alberta (2007)
- Спортивна зала слави Університету Британської Колумбії
- Почесний доктор юридичних наук, Університет Альберти (2011)
- Почесний доктор юридичних наук, Університет острова Ванкувер (2009)
- Почесний доктор юридичних наук, Університет Карлтон (2009)
- Почесний доктор юридичних наук, Університет Саймона Фрейзера (2008)
- Почесний доктор юридичних наук, Університет Північної Британської Колумбії (2008)
- Почесний доктор літератури, Університет Томпсон Ріверс, кампус Вільямс-Лейк (2007)
- Премія візіонерам Вільяма Ван Горна (2006)
- Почесний доктор літератури Університету Макгілла (2005)
- Почесний доктор юридичних наук, Університет Макмастера (1999)
- Почесний доктор юридичних наук Університету Західного Онтаріо (1997)
- Почесний доктор юридичних наук, Реджайнський університет (1997)
- Почесний доктор юридичних наук, Університет Торонто (1995)
- Почесний доктор юридичних наук, Університет Вікторії (1994)
- Премія Королівського банку (RBC) (1994)
- Атлетична зала слави Університету Британської Колумбії (1994)
- Почесний доктор юридичних наук, Університет Сент-Мері (1993)
- Почесний доктор юридичних наук, UBC (1987)
- На честь Гансена була названа неприбуткова організація "Люди в русі"
- Іменем Гансена названі чотири державні школи :
  - Середня школа Ріка Гансена, Абботсфорд, Британська Колумбія
  - Середня школа Ріка Гансена, Місісаґа, Онтаріо
  - Початкова школа Ріка Гансена, Лондон, Онтаріо
  - Державна школа Ріка Гансена, Аврора, Онтаріо

## Книги
Гансен є співавтором двох книг: автобіографічної книги "Рік Гансен: людина в русі", написаної разом з Джимом Тейлором (опублікована в 1987 році,ISBN 0-88894-560-4 ), а також книга про самодопомогу «Пройти дистанцію»: 7 кроків до особистих змін, написана доктором Джоан Лауб.

## Особисте життя
Гансен та його дружина Аманда Рід вперше познайомилися під час його всесвітнього туру "Людина в русі", оскільки вона була його фізіотерапевтом. Вони одружилися в 1987 році і мають трьох доньок.

## Зовнішні посилання
- Офіційний сайт - Фонд Ріка Гансена
- Цифрові архіви CBC - Рік Гансен: людина в русі
- Рік Гансен на сайті IMDb (англ.)
- Інститут спинного мозку Praxis - раніше Інститут Ріка Гансена